# Falena Assassina
La Falena Assassina (Killer Moth), il cui vero nome è Drury Walker (noto originariamente come detenuto 234026), è un personaggio dei fumetti creato nel 1951 da Bill Finger, Dick Sprang e Lew Schwartz. È uno dei nemici di Batman, in particolare è il primo avversario a porsi come una proiezione negativa del Cavaliere Oscuro.
Criminale di bassa lega, deciderà di usufruire del bottino accumulato negli anni per diventare un anti-Batman. Prenderà così l'identità fittizia del miliardario filantropo Cameron Van Cleer di giorno, e lo pseudonimo di Falena Assassina di notte. Il suo modus operandi comprendeva l'essere un criminale a pagamento, in modo da fungere da difensore per i comuni criminali, che in caso di difficoltà potevano chiamarlo con un "falena segnale".
Dopo la sua prima apparizione, in cui viene sconfitto sopra i cardini di un ponte da Batman, catturato assieme a Robin, Killer Moth comincerà il suo declino, diventando una macchietta nel mondo della mala. Nonostante i vari tentativi di ripresa (primo fra tutti, dedurre l'identità di Batman e subire un intervento di chirurgia plastica per diventare Bruce Wayne), non riuscirà mai ad essere preso sul serio, tanto da stringere un patto col demone Nerone al fine di diventare una vera e propria falena, assumendo l'identità di "Charaxes".
Viene spesso confuso con un altro cattivo di Batman, Firefly, che ha indossato un costume simile. Killer Moth non ha capacità sovrumane, fa affidamento sulla vasta gamma di attrezzature che ha sviluppato basati sulle falene e sulla sua intelligenza similmente al suo nemico Batman.

## Biografia del personaggio

### Golden Age
Drury Walker, in carcere, iniziò a pensare all'idea di divenire il criminale Killer Moth, una sorta di Anti-Batman. Appena ne uscì, usò i risparmi delle sue rapine per crearsi la falsa identità di Cameron Van Cleer, che utilizzò di giorno per depistare i sospetti, mentre di notte adottò l'identità del terribile Killer Moth, un vigilante della criminalità che proteggeva i criminali gothamiti sotto pagamento.
Cameron Van Cleer divenne, per giunta, rapidamente amico di Bruce Wayne.
Drury prese in tutto e per tutto ispirazione dalla sua nemesi, a partire dalla "Mothmobile" o dal "Segnale Falena" che i criminali usano per chiedergli aiuto e protezione. Inoltre, così come Batman, disponeva di una cintura accessoriata e di un costume, contrapposto a quello scuro di Batman, coloratissimo. Oltre ad essi aveva un casco verdastro che ricordava la testa di una falena con tanto di antenne capaci di captare le comunicazioni radio della polizia, diventando un paladino del crimine non da poco.
La prima battaglia con il dinamico duo sembrò portare alla morte del criminale che però tornò a distanza di soli un paio di mesi in città. Tramite l'influenza del suo alias, Cameron Van Cleer, convinse il museo a trasportare a Gotham una collezione di falene che cercò di rubare, fallendo e finendo per mostrare la sua vera identità a Batman che contattò la polizia, facendolo arrestare nella sua casa da miliardario.
Killer Moth fu inoltre il primo nemico di Batman a scoprire la sua vera identità, anni prima di Hugo Strange o Bane. Quando scoprì che il suo amico era in realtà la sua nemesi, non perse tempo, sottoponendosi ad una plastica facciale per rassomigliare il più possibile a Bruce prendendo sia il suo posto che quello di Batman. Nonostante ciò rimase vittima di un trauma cranico che lo portò a perdere parte della memoria, tra cui anche la conoscenza dell'identità di Batman.

### Silver e Bronze Age
La vera nemesi di Killer Moth sarà poi Barbara Gordon, la prima Batgirl, che affronterà numerosissime volte riuscendo a diventarne il nemico per eccellenza nonché primo criminale affrontato (sia da un punto di vista editoriale che cronologico) dalla ragazza.
Nel corso degli anni Moth stringerà numerose alleanze, principalmente con il suo pupillo Firefly. Oltre che con nemici di basso rango, però, Moth lavorerà spesso e volentieri al fianco di Joker o Ra's al Ghul. Per esempio, una volta, partecipò ad un piano di Joker che consisteva nel far battere Batman da Killer Croc prima di finirlo lui stesso assieme ad altri criminali come Moth ed il Fantasma Gentiluomo.
Il costume di Killer Moth viene spostato dentro un armadietto nel dipartimento di polizia assieme ai costumi di altre nemesi di Batman. Il costume viene però impossessato dai Tre Demoni. Quando Batman vede il costume animato, pensa di star affrontando il suo vecchio nemico, ma ben presto capisce che si tratta di un costume vuoto. Batman sembra spacciato, ma si ricorda che Killer Moth aveva una sorta di fune trasparente che usava per muoversi tra i palazzi. Proprio con l'aiuto di questo arnese del criminale, Batman, riesce a fermare il costume, immobilizzandolo a terra.
Killer Moth cerca vendetta nei confronti di Batgirl alleandosi con l'ex miliardario The Cavalier, con cui continua l'alleanza fino a quando non entra a far parte della Società Segreta di Super Criminali, di cui fa parte solo brevemente prima di uscirne per cercare vendetta nei confronti di Batgirl, tornando ad essere un paladino del crimine Gothamita.
Killer Moth è tra i criminali che partecipano al processo riguardo alla morte di Batman in Who Have Killed the Batman?. Nota la scena in cui lui, Joker e Lex Luthor si fanno ritrarre assieme in foto da Cavalier quasi a suggerire come il criminale, all'epoca, godesse comunque di un certo prestigio e non venisse considerato solo uno zimbello.

### Batgirl: Anno Uno
Killer Moth serve da antagonista principale nella miniserie di 9 numeri Batgirl: Anno Uno (Batgirl Year One) dove viene rinarrata la sua faida con Batgirl.
Moth compare sin da subito come un criminale estremamente teatrale che, assieme ai suoi uomini, irrompe in un ballo in maschera indetto dalla GCPD per rapire Bruce Wayne finendosi però per scontrare con Batgirl al suo debutto quasi per caso (Barbara indossava quel costume, infatti, per provocare il padre). Dopo uno scontro con la ragazza in cui verrà dimostrato come il suo costume crei più difficoltà che altro, Drury riesce comunque a scappare attaccando poi dopo Barbara, che nel frattempo aveva incontrato Batman e Robin, dal suo elicottero con una minigun non riuscendo però ad uccidere i suoi nemici.
Rivoltosi al criminale Bress per offrirgli protezione e mostrandogli il suo prototipo di Mothsegnale (chiaro riferimento alla sua ispirazione inconscia a Batman) non riceve altri che un rifiuto accompagnato da un pestaggio. Successivamente Drury viene nuovamente pestato dagli uomini di Bress a casa sua dove impersona il miliardario Cameron van Cleer comunque vicino alla miseria per via dei debiti con il malavitoso.
Deciso a dimostrare di valere qualcosa, Drury compra un magazzino da usare come rifugio assieme a vari altri equipaggiamenti. Dirigendosi verso il nuovo covo con i suoi uomini, Drury fantastica sul futuro che reputa brillante, solo per trovarsi con il magazzino bloccato ed una ricevuta di pignoramento. Abbandonato dalla sua gang, il miserabile criminale è costretto a prendere dei vestiti nella cesta dei barboni pur di non girare vestito da supercriminale e si reca in un bar.
Qui racconta tutte le sue disgrazie, probabilmente ubriaco, a Garfield Lynns che si offre di fargli da partner. I due, come Killer Moth e Firefly, si recano da Bress dando fuoco alla sua casa e ai suoi uomini come avvertimento. Successivamente i due rapiranno il commissario Gordon per conto dello stesso Bress intenzionato però ad ucciderli tramite degli impostori dei due uccisi comunque da Lynns.
Oramai una minaccia per Gotham effettiva grazie allo psicopatico Firefly che non esita ad uccidere chiunque, Moth fa brillare nel cielo il suo mothsegnale mentre le fiamme si propagano per Gotham costringendo Batman e Robin a collaborare con Batgirl per finalmente porre fine, seppur momentaneamente, alla carriera criminale del lunatico e del piromane facendoli rinchiudere ad Arkham in vista di un processo.

### Reietti
Moth forma un gruppo di "Reietti" (misfits), criminali di basso rango uniti da Drury per vendicarsi di Gotham City. Di questo gruppo fanno parte Catman, Chancer, che finisce nel gruppo per caso per scappare da Batman e da un mercenario, e l'Uomo Calendario. Il gruppo ha lo scopo di rapire Bruce Wayne, il sindaco e il commissario James Gordon per dimostrare che valgono quanto gli altri nemici di Batman. In realtà Moth vuole ucciderli per vendetta personale (non vuole "testimoni") tradendo il suo stesso gruppo che, nonostante tutto, non è veramente cattivo a differenza sua.
Nonostante il piano scorra liscio inizialmente, il mercenario che stava dando la caccia a Chancer e Tim Drake intervengono liberando Bruce Wayne ed, assieme, sconfiggono i vari membri del team e poi, infine, Batman affronta lo stesso Falena Assassina riuscendo nuovamente a sconfiggerlo.
In questa storia viene rivelato che Bruce Wayne ha ancora paura che Moth possa riconoscerlo anche a seguito del trauma cranico che anni prima lo portò a dimenticare la vera identità del Cavaliere Oscuro. Inoltre il villain appare con un costume aggiornato da Tim Sale, sicuramente meno "campy" di quello originale e con un aspetto più organico.

### Dead Reckoning
Le nemesi di Batman (Joker, Cappellaio Matto, Enigmista, Pinguino, Spaventapasseri e lo stesso Moth) mettono su un gruppo di supercriminali in modo da portare a termine un loro piano per uccidere Batman, invitando anche Due Facce che però rifiuta quando, dal lancio della moneta, esce il lato non sfregiato.
Il piano, architettato da Moth e Joker assieme, consisteva nell'organizzare un incontro tra Harvey Dent e Batman con la scusa che il criminale volesse redimersi, assolutamente convinti che il Cavaliere Oscuro non avrebbe esitato nel cercare di aiutare il vecchio amico. Ovviamente, però, senza Harvey, il piano non avrebbe avuto senso.
Assecondando così un'idea di Killer Moth, quest'ultimo e Joker si presentano da Paul Sloane, un attore che Drury aveva conosciuto al teatro, assolutamente convinti che possa rimpiazzare il vero Dent, seppur i due vengano considerati folli per aver fatto intromettere un civile. Due Facce, però, preso dalla rabbia sfregerà Sloane, oramai ossessionato con il suo ruolo, e, successivamente, Crane, lo userà come cavia rendendolo completamente pazzo. Paul diverrà quindi il Ciarlatano, giurando vendetta nei criminali che lo assoldarono come Joker e Moth, arrivando ad uccidere un impostore di quest'ultimo.

### Charaxes e morte
A seguito di un crollo mentale che porterà Moth ad essere vittima di numerose allucinazione nelle quali viene deriso da eroi e criminali di Gotham, il demone Neron si presenterà nella sua cella offrendogli un patto che lo avrebbe reso un criminale sicuramente più temibile agli occhi della città intera. Drury, completamente disperato, accettò senza rifletterci.
Successivamente, negli anni '90, sposterà però il suo interesse a Tim Drake, il Robin dell'epoca, che lo fronteggerà numerose volte nella forma del mostro-falena Charaxes. In questa forma Drury è un mostro senza cervello simile a Man-Bat nonostante abbia, ovviamente, poteri da falena come il creare bozzoli e che, a differenza di Man-Bat, sia permanente.
Nonostante la sua forza maggiore del normale il ragazzo meraviglia avrà sempre la meglio su di lui anche se con numerosi aiuti. Proprio in questo periodo a Gotham inizierà ad apparire quello che sembra Drury Walker, tornando a compiere crimini cone Killer Moth. Presto, però, si scoprirà che si trattava solo di uno dei "figli"/cloni di Charaxes che aveva iniziato a deporre decine di uova da cui sono fuoriusciti suoi cloni umani aggressivi. A fermare questa volta Charaxes e la sua minaccia sulla città, precedendo Robin, sarà Jaeger, un vigilante e cacciatore di taglie tedesco che aveva già dato la caccia a dei Manbat in passato.
È il primo dei criminali liberati dal Creeper nel manicomio di Arkham. Durante il loro dialogo, mostrando, oltre che Charaxes non sia più in grado di ragionare coerentemente, come abbia assunto tratti tipici di una falena, come una propensione verso la luce delle lampadine, proprio per questo, infatti, la sua cella è perennemente buia.
Questa sua forma demoniaca troverà la morte per mano di Superman-Prime in Crisi Infinita.

### La Notte più Profonda
Charaxes viene riportato in vita, così come molti altri supercriminali ed eroi uccisi da Superman-Prime, come una Lanterna Nera. Il gruppo di resorti venne guidato da Alexander Luthor Jr. ed aveva come scopo quello di vendicarsi di Prime tramite il nuovo potere di Luthor, ossia quello di poter viaggiare tra il multiverso. Raggiunta Terra Prime, il gruppo affronta Kal-El in una fumetteria dove stava cercando disperatamente il numero 5 di Action Comics in modo da prevenire di eventi di quel fumetto che, però, non era ancora uscito.
Superman-Prime affronta il gruppo tentando di ucciderne i vari membri strappando anche a metà il corpo di Charaxes, non riuscendo comunque ad ucciderlo visto il potere rigenerante donatogli dall'anello del potere. Lo scontro, spostatosi negli studi della DC Comics a New York dove si reca Superman-Prime disperato ed infuriato per la scelta degli autori di ucciderlo così, termina con la resa dell'eroe ai suoi nemici resuscitati che gli danno un anello del potere nero che, tuttavia, a causa delle contrastanti emozioni dell'alieno esplode a causa di un sovraccarico uccidendo tutti gli altri possessori, compreso Charaxes, e facendo sopravvivere Kal-El.

### Circolo Vizioso
Quando Dick Grayson era ancora Robin, lui, Batman e Batgirl affrontarono Killer Moth ed un criminale capace di viaggiare nel tempo, Wiley Dalbert. Batgirl, nello scontro, distrusse un apparecchio di Dalbert cancellando la Batfamiglia dall'esistenza.
Rip Hunter affida così a Booster Gold la missione di sistemare la falla nel tempo prendendo il posto di Drury di cui indossa i vestiti dopo aver messo al tappeto. Batman, vedendo Booster Gold vestito da Moth, lo affronta e lo batte lasciando scappare la sua gang e Dalbert. Quando Booster torna al presente, però, scopre di aver alterato la situazione in modo ancora peggiore: Killer Moth ora comanda Gotham e Batman non è mai esistito.
Rip decide che l'unico modo per sistemare il presente è quello di tornare indietro nel tempo nuovamente e, dopo essere stato sparato da Alfred, lascia a Booster Gold e Goldstar la missione di sistemare il tutto. Rubati un costume di Batman e quello di Batgirl, i due si recano nuovamente alla rapina in banca di Moth riuscendo a battere sia il criminale che il suo alleato Wiley Dalbert, mettendo a posto la linea temporale.

### Eredità
Nonostante la sua morte prima del rilancio dei New 52 numerosi altri criminali si presenteranno con il suo costume a seminare il panico per le strade suggerendo che potrebbe essere nato un culto sulla sua persona. Alcuni uomini vestiti da Moth sono anche stati visti in gruppo mentre altri hanno stretto alleanza con criminali come Firefly.
Alcune teorie vedono questi nuovi Moth più come una setta dei cloni di Drury sopravvissuti, nonostante si sappia per certo che essi godano di una durata vitale assai limitata e ciò rende meno plausibile questa spiegazione.
Una terza teoria viene da un criminale di nome Danko Twag che si presentò a Barbara come il primo ed originale Killer Moth di cui identità venne poi rubata da Drury Walker che si fece arrestare essendo un criminale incapace. Barbara scoprì che Twag aveva lavorato per numerosi supercriminali tra i quali Toyman e Capitan Cold da cui aveva imparato numerosi trucchi. Nonostante ciò la verità non venne mai a galla completamente a causa del suicidio dell'uomo.
Anni prima sempre Oracolo considerava il vero Killer Moth un tale di nome Arthur Leeland che sarebbe stato il primo Cameron von Cleer. Inoltre lo stesso Cameron von Cleer sembrerebbe essere basato su una persona reale visto che in passato quest'alias appariva nel Batcomputer come il vero nome del criminale suggerendo che, chiunque fosse il primo ad indossare i panni di Killer Moth, rubò la sua identità.
Il primo falso Moth incontrato da Batman fu un tale Lenny Weinstein, un vecchio scagnozzo di Drury Walker che sapeva dove trovare un suo costume e decise di prendere la sua identità iniziando una carriera criminosa stroncata però da Paul Sloane, una vittima torturata da Due Facce, desideroso di vendetta nei confronti dei vecchi alleati di Harvey tra cui proprio Walker. Nonostante Paul scoprì che non si trattasse del Killer Moth che cercava decise di ucciderlo comunque.
Per un periodo a Gotham comparì anche un Killer Moth con un'armatura decisamente più rinforzata delle altre ed avanzata che lavorò per Ventriloquo (Peyton Reiley) assieme a Firefly e Lock-Up.
Lo stesso Killer Moth corazzato sopravvisse alla sparatoria nella quale venne coinvolto e, del tempo dopo, iniziò a rubare manufatti egizi a Los Angeles dove mise su un gruppo di scagnozzi. Il criminale venne però confrontato e sconfitto da Hawkman che scoprì che sia lui che Nocturna, un altro criminale di basso rango, erano stati ingaggiati da qualcuno per i loro ultimi crimini. L'eroe continuò l'indagine lasciando in custodia Moth alle forze dell'ordine di Los Angeles.
Quando i Segreti Sei presero il possesso di un manufatto appartenente a Neron, numerosi criminali diedero loro la caccia per appropriarsene. Tra il Nebraska, Albuquerque e Lincoln, il gruppo confrontò anche tre imitatori di Killer Moth. Uno di loro, però, venne investito ed ucciso da Deadshot.
Nella zona di Albuquerque, un falso Moth, probabilmente uno di quelli affrontati dai Segreti Sei precedentemente, a seguito degli eventi di "Un Anno Dopo", rapì Mike Dante, l'assistente di uno scienziato di nome Hyatt, che avrebbe dovuto possedere informazioni sensibili su diverse tecnologie.
Due amici di Dante, il secondo ed il quarto Atom, Ray Palmer e Ryan Choi, affrontarono questo Killer Moth (che con Walker aveva davvero poco in comune essendo calvo e con gli occhi castani), supponendo che i falsi Moth non lavorassero mai da soli a differenza dell'originale, bensì più similmente a dei mercenari.
A seguito di un interrogatorio, infatti, scoprirono che era stato ingaggiato da Prometheus. A seguito di questo, Moth venne lasciato agonizzante dai due eroi.
Un ennesimo Killer Moth affrontò Red Robin. Questa versione nascondeva le proprie tracce con delle esplosioni ed aveva intenzione di fuggire da Gotham City, cosa che non riuscì a fare durante Convergence a causa della cupola di Brainiac. Questo Moth tentò di rapire Stephanie Brown ed una sua collega. Il suo obiettivo era d'incutore timore nelle persone non riuscendo però a farlo: le due ragazze, infatti, si limitarono a tornare al lavoro, nonostante le proteste del criminale che non aveva effettivamente intenzione di far del male a nessuno, ma solo di sentirsi superiore tramite la paura che sperava d'impartire.

### Nuovi 52
Nel rilancio dei Nuovi 52 (un reboot del 2011 dell'Universo DC) fa parte di un gruppo di nemici di serie C di Freccia Verde. Il gruppo è messo su da Constantine Drakon per sconfiggere l'arciere di smeraldo anche se Drury tende a puntualizzare di essere un criminale almeno di serie B a differenza degli altri.
In questo rilancio, infatti, Falena Assassina, è visto più come un nemico di Oliver Queen che di Batman comparendo per la prima volta in un tie-in di Anno Zero dove cerca di assassinare Moira Queen ed in cui affronta sia Batman che un Freccia Verde all'inizio della sua carriera.
Nonostante compaia inizialmente come nemico di Oliver Queen, il suo lato come nemico di Batgirl non va ad assopirsi comparendo in vari flashback nel corso della run di Batgirl sempre indossando il suo costume comparso sulle pagine di Freccia Verde, lo stesso che indosserà poi quando andrà in seduta di psicanalisi da Harley Quinn in Harley Quinn April Fool's Day Special n. 1 dove è il comprimario della storia e paziente della pagliaccia e quando affronterà brevemente Bluebird.
In Legends of Tomorrow Anthology n. 1, i due detective privati Sugar e Spike indagano sul furto di alcuni vecchi costumi di Batman che si rivelerà essere stato commesso da Killer Moth per mangiarli.
A seguito di questo reboot avrà anche una nipote vigilante, Drew Fisher aka Vengeance Moth, seppur i due non vengano mai visti assieme. Gail Simone ha affermato che Drew, per il proprio nome, si è ispirata proprio allo zio.

### Rinascita
In DC Comics: Rinascita (Rebirth) ricompare prettamente come antagonista di Batman in All Star Batman n. 1 scritto da Scott Snyder dove, unisce le forze con Firefly, e dotato di un nuovo costume tenta di uccidere il Cavaliere Oscuro in modo da riscattare la taglia messa da Due Facce sulla sua testa. Dopo uno scontro che porterà i tre in una tavola calda, Moth ed il suo alleato saranno però sconfitti da Batman senza troppe difficoltà.
In Detective Comics 958, Drury Walker è uno dei criminali che gioca a carte all'Icebearg Lounge Nonostante sia affiancato da criminali di rango nettamente minori (un evasore fiscale, un drogato ed un producer discografico che non rispetta gli arresti domiciliari) è l'unico a non essere classificato come una minaccia da Batman. Viene inoltre rivelato dallo stesso Drury che aveva prestato la sua pistola-bozzolo a Pinguino per chiudere alcune perdite.
Killer Moth ritorna in un ruolo di primo piano sulle pagine di Detective Comics 969 dove contatta tutti i più grandi esponenti della malavita di Gotham per far loro una proposta. All'incontro si presentano però solo dei rappresentanti dei loro capi che non fanno altro che prendersi gioco di Moth fino a quando quest'ultimo non s'innervosisce mostrando loro delle foto che ritraggono il gruppo messo su da Batman (composto da Batwoman, Orphan, Spoiler, Clayface, Batwing, Red Robin ed Azrael) definendolo una piccola "Justice League" che presto annienterà del tutto la criminalità. Lui si presta, quindi, a protezione dei vari criminali contro il gruppo e, quando gli viene chiesto in che modo, Falena risponde presentando il suo personale gruppo composto da Firefly, Acchiappatopi, Victor Zsasz e Solomon Grundy. Tim Drake ed il resto del gruppo, però, irrompono durante l'incontro battendo la squadra di Moth ed anche lo stesso criminale, non prima, però, che Tim possa fargli i complimenti per l'idea.
Nel numero successivo, Batman definisce il gruppo messo su da Moth come una seconda formazione dei suoi "Reietti" apparsi anni prima nelle pagine di Shadow of the Bat.
A seguito della sua sconfitta a mano della Batfamiglia, Killer Moth riesce comunque in qualche modo ad evadere da Blackgate assieme al suo gruppo. Sia lui che il resto del suo secondo gruppo di Reietti (assieme ad altri criminali, ossia Enigmista, Mr. Freeze, Spaventapasseri, Il Re dei Condimenti, Cappellaio Matto, Batzarro, Killer Croc e numerosi altri criminali) vengono infatti invitati a New York dal Pinguino, intenzionato ad espandere le sue operazioni anche nella Grande Mela, ora vigilata da Harley Quinn, in modo che lo possano assistere nel suo piano.
Killer Moth decide così di impadronirsi di una parte di Coney Island per renderla il suo covo. Il criminale incontra, però, Killer Croc e, dopo essersi presentato a lui cercando di mettere in evidenza le varie similitudini tra i due (la parola "Killer" e l'essere nemici ricorrenti di Batman) gli comunica che quella è la sua zona chiedendogli se ci fossero problemi al riguardo.
Croc risponde che non ve ne sono solo per poi pestare a sangue Drury, definendolo un pessimo supercriminale, ma un ottimo ariete e ordinandogli di comunicare a tutti i suoi amici che Coney Island è sua. Nel numero successivo, Moth, ricompare mentre pranza con Spaventapasseri e Acchiappatopi essendosi, apparentemente, ripreso dalla batosta subita da Croc.
Drury, nuovamente con il suo costume dei Longbow Hunters, probabilmente per comodità a causa della distanza da Gotham, fa poi visita a Garfield Lynns, Firefly, intimandogli di dargli i soldi che gli doveva minacciandolo di morte a Metropolis.
Nonostante Firefly gli suggerisca di smettere di dire certe cose per non attirare l'attenzione di Superman, Moth, continua comunque affermando di aver aspettato che il kryptoniano fosse via dalla città, venendo però interrotto nel suo discorso proprio da Kal-El che afferra i due criminali portandoli via tra le urla disperate di Moth che supplica l'eroe di non lasciarlo cadere nel vuoto. Con lo stesso costume viene visto come mixer musicale ad una riunione della Legion of Doom.
Il criminale si ripresenta a Gotham City per tormentare Batgirl durante l'evento Year of the Villain, riuscendo a mettere in ginocchio la sua vecchia nemesi senza troppe difficoltà facendo sfoggio di una nuova armatura, armi potenziate ed abilità affinate, il tutto per catturare l'attenzione di Lex Luthor e ricevere una sua offerta. Nonostante queste migliorie, Batgirl, riuscirà a sconfiggere il criminale al loro secondo incontro, causando, però, numerosi danni e mettendo a repentaglio diverse vita, tra cui quelle dei target di Moth, vedendo criticata nel suo operato dal padre e dalla GCPD che catturerà Drury nuovamente, ignorando le sue richieste di collaborare con loro come informatore.
Successivamente Moth, in smoking nonostante la maschera, appare tra i numerosi criminali presenti alle premiazioni del supercriminale dell'anno di Harley Quinn, nonostante è probabile che questa storia non sia considerata canonica. Di nuovo con il costume dei Nuovi 52, inoltre, appare prima come uno dei complici di Soar, falso eroe e youtuber di Metropolis, assieme a Firefly, e poi nel "cool side" dell'Icebearg Loung di Pinguino, assieme a Cappellaio Matto, Killer Croc, Firefly, Prof. Pyg e Spaventapasseri.

### The Happiest Man in Gotham
Drury Walker si presenta come un criminale che non è riuscito a ricevere il successo di altri come Joker, Due Facce o Bane. Inizialmente era come se non riuscisse a trovare il suo posto nella città, ma, a seguito di una chiacchierata con Harley Quinn che l'ha spinto ad essere se stesso senza guardare agli altri, Moth è riuscito a trovare la sua strada, iniziando un business basato proprio sulle abitudini del Cavaliere Oscuro e sulle sue stesse sconfitte, come diversivo per i suoi clienti che, senza le attenzioni del cavaliere oscuro, possono operare liberamente.
Avendo fatto della sua abitudine a venir messo fuorigioco dal cavaliere oscuro la sua forza, ironicamente riuscendo subdolamente a battere la sua nemesi proprio grazie a questo, Drury torna a casa dalla sua gatta Missy e dalla sua console videoludica, soddisfatto, non ricco né famoso, ma con abbastanza soldi per fare ciò che vuole e, soprattutto, felice e, in un certo senso, vittorioso.

## Altre versioni

### Armaggedon 2001
Nella realtà alternativa del crossover Armaggedon 2001, in cui Batman si è oramai ritirato e Joker, tornato sano, conduce un programma televisivo, Moth è uno dei numerosi nemici di Batman uccisi da un assassino misterioso che si penserà, inizialmente, essere lo stesso Batman fino a quando non verrà svelato che a commettere gli omicidi era stato il clown principe del crimine.

### Le battaglie del secolo
Nel crossover Le battaglie del secolo, una serie di scontro tra personaggi Marvel Comics e DC Comics, durante lo scontro, ed il successivo teamup, tra Batman e Hulk, il supercriminale nemico del golia verde Modellatore di Mondi crea delle copie di varie nemesi di Batman, compreso Killer Moth.

### DC One Million
Killer Moth compare in un flashback riguardante l'eredità Starman nel corso dei secoli durante l'evento One Million dove l'universo DC venne reimmaginato nel 853º secolo. In questa versione il suo nome viene continuamente storpiato ed il suo aspetto è ricordato erroneamente in diverse vignette.

### Batman Adventures
Nel fumetto Batman Adventures Vol 2 n. 14 (ambientato nell'universo della serie animata di Batman degli anni '90), Moth appare come un criminale facilmente sconfitto da Nightwing a seguito del tentato furto di alcune pergamene di seta in un museo. Moth, legato, si lamenta poi del fatto che la sua pistola-bozzolo gli sia costata una fortuna mentre Nightwing lo lascia nelle mani della polizia.

### Batman '66
Nell'universo del fumetto di Batman '66, Killer Moth viene menzionato da Joker come un antagonista ricorrente del Cavaliere Oscuro. Compare poi fisicamente, liberato da Ma, in teamup con Killer Croc e Solomon Grundy, rivelandosi una sorta di mastermind criminale che si vanta di agire sempre prima che Batman lo faccia. In questa apparizione sfoggia un design più simile a quello dei fumetti tradizionali rispetto a quello della serie effettiva degli anni '60, lasciando la canonicità della sua apparizione nella serie dubbia.

### Lil' Gotham
Moth è un personaggio secondario della serie disegnata da Dustin Nguyen, apparendo quando, invece di chiamare una pizzeria per ordinare una pizza, chiamerà per errore Jenna Duffy.

### Batman: Arkham Knight
Pur non comparendo direttamente nel videogioco, nel fumetto prequel Batgirl & Harley Quinn Special viene mostrato il primo scontro tra Moth e Batgirl. In questa versione Drury incontrò per la prima volta Barbara in biblioteca prendendo in prestito alcuni libri sulle falene. Successivamente, durante una conferenza che aveva come scopo quello di dimostrare che Batman non avesse poteri paranormali, attaccò il commissario Gordon con l'intento di ucciderlo utilizzando una versione aggiornata del suo costume dei fumetti classici (simile a quella vista nelle bio del gioco Batman: Arkham Asylum) finendo però per affrontare Batgirl, al suo primo scontro con un criminale. Nonostante riesca a scappare dalla ragazza, Walker viene infine catturato da Batman.
Questa storia è ambientata alcuni tempi dopo Batman: Arkham Origins, ma anni prima della paralisi di Barbara per mano di Joker.

### Injustice 2
Anche in questo caso Killer Moth non appare nel gioco Injustice 2, ma nel fumetto prequel è presentato come un membro della Suicide Squad di quell'universo seppur muoia all'inizio della sua prima apparizione, ucciso dal falso Batman che lo reputava "inutile". La sua foto ricomparirà assieme a quella degli altri membri della squadra deceduti durante il matrimonio di Killer Croc ed Orca che ricorderanno le.loro morti, tentando di vendicarli amputando il braccio a Ra's al Ghul prima di esser fermati e calmati da Gorilla Grodd.
Nonostante la sua precoce morte trova maggiore spazio in una storia ambientata prima della sua morte, venendo visto in azione con il resto della Squadra Suicida.
Ricompare in un flashback ambientato anni prima della distruzione di Metropolis per mano di Joker assieme a Deadshot, Killer Croc ed El Diablo, assoldati per uccidere Bruce Wayne, con un design alterato e più militarizzato, suggerendo che abbia adottato il suo costume tradizionale solo più avanti. Il gruppo di supercriminali, apparentemente guidato da Floyd Lawton (ironicamente creando un parallelo con la futura Suicide Squad che si andrà a formare a seguito del Regime di Superman), viene però fermato dagli sforzi combinati di Batman e Superman. Quest'apparizione discordante con quelle precedenti di Moth lascia suggerire che, come nei fumetti canonici, anche in questo universo un tempo fosse un'effettiva minaccia poi diventata più innocua con gli anni.

### Old Lady Harley
Un anziano Killer Moth appare star giocando ad un gioco da tavola con Clayface e Mr. Freeze durante la visita di Harley Quinn al manicomio di Arkham. Il vecchio Drury indossa un abito scolorito con della pelliccia attorno al collo e degli occhiali da sole, si è fatto crescere dei baffi bianchi e ha la sua vecchia maschera inalterata.

### Gotham Knights
Una versione alternativa e più autorevole di Killer Moth compare in Batman: Gotham Knights. In questa versione, il villain, fu la prima storica nemesi del Cavaliere Oscuro, attiva ben prima di lui, "sempre due passi davanti Batman", già al top della gamma quando lui iniziò. Un criminale sfuggente ed abile con un costume addirittura più elaborato di quello di Batman che, in questa versione, si ispirerà proprio a lui per modificare il suo (al punto che, in un dialogo interiore, Bruce ringrazia Moth dicendo che, in qualche strano modo, l'ha ispirato, facendogli capire che, certe volte, non basta la forza bruta, ma serve "un gioco di scacchi") in una sovversione dei ruoli classici.
Quando dopo anni ricompare, il sangue di Bruce Wayne si gela: è stato il solo criminale che non sia mai riuscito a sconfiggere o catturare, di cui non ha mai visto nemmeno la faccia smascherata. Batman, negli anni aveva capito che era inutile dargli la caccia, avrebbe dovuto attirarlo "accendendo la luce", ma anche in questo era solo riuscito a metterlo all'angolo, ma "alle falene non interessano gli angoli".
A sorpresa, però, una guardia notturna riesce nell'impossibile: uccidere la Falena Assassina con una semplice pistola. Quando il vecchio uomo si scusa con Batman, quest'ultimo afferma che è sicuro che non sarebbe stato il modo in cui Moth sarebbe voluto morire ed alla domanda dell'uomo "Con quel costume addosso?" Bruce risponde "No, il costume è fantastico", in riferimento al fatto che lui stesso, come già citato, vi ci sia ispirato.
Successivamente, però, Batman scopre che la guardia notturna era il vero Moth ed il cadavere solo il suo mentore Night Moon, colui che l'ha allenato: il criminale l'ha vestito con il suo vecchio costume e l'ha ucciso come gesto simbolico per abbandonare la carriera criminale. Quello che era un divertimento è diventato fonte di stress a causa del dover mantenere le aspettative e della rivalità nella vita criminale di Gotham City. Finalmente catturato da Batman, seppur sotto sua volontà, il criminale viene mandato ad Arkham. Il manicomio, però, riceve grosse donazioni da Bruce Wayne a fine di migliorare le residenze dei pazienti, permettendo a Moth di vivere la vita lontana dal crimine che sognava come una sorta di ringraziamento per averlo reso l'eroe che è oggi.

### The Joker Presents: A Puzzle Box
Killer Moth appare come uno degli invitati alla festa di Joker, comprendente i più grandi criminali di Gotham. A seguito dell'intrusione della polizia per le indagini circa la morte dell'Enigmista, Drury si propone di parlare al posto del clown principe del crimine, venendo però ignorato assieme agli altri supercriminali, non contenti con la scelta di Joker di collaborare con la GCPD di sua sponte.
Nella storia che il pagliaccio racconta, Moth fa parte della squadra di Maschera Nera in contrapposizione al team di Catwoman, in una folle ricerca a delle reliquie che hanno apparentemente portato alla morte dell'Enigmista, colui che ha iniziato i giochi. Drury, in un vulcano alla ricerca di uno di questi artefatti per conto di Sionis, affronta Man-Bat (parte del team di Selina), riuscendo a tenergli testa facilmente, capendo che la sua superforza avrebbe potuto essergli utile, e dunque manipolando l'ex dottore proponendogli un'alleanza, solo per freddarlo una volta ottenuto ciò che cercava. Mentre Man-Bat resta esanime in una pozza di sangue, Moth comunica a Sionis di esser riuscito nella missione.
Successivamente ritorna dagli altri criminali solo per finire in mezzo ad uno scontro, nella quale viene quasi colpito dai suoi stessi alleati e nel quale deve riaffrontare Man-Bat. Nel presente, intanto, si lamenta con Pinguino del fatto che Joker abbia deciso di parlare, finendo per infastidire anche Mr. Freeze, creduto esterno agli eventi fino a quel momento.
In questa versione appare assai più spavaldo e pieno di sè. È un formidabile combattente pieno di armi ed accessori nonché un abile manipolatore che utilizza gli altri per i suoi fini.

## Abilità e poteri
Killer Moth dispone di una grande agilità e di una forza fisica mediocre, a cui sopperisce con diversi gadget di sua invenzione o con armi più convenzionali (come una minigun).
La sua arma distintiva è la pistola-bozzolo che spara una sostanza che intrappola le sue vittime, appiccicosa e resistente e difficile da liberarsene o rompere. Viene suggerito che sia una formula di sua stessa invenzione. In alcune versioni può anche spiccare il volo con un Jetpack o con le sue ali meccaniche, poste sul retro della sua tuta protettiva, dalle qualità non dissimili da quelle di Batman. Nelle prime apparizioni era dotato anche di una Mothmobile e di un Mothsegnale.
La sua pistola apparsa nel rilancio Rinascita, contenente aria ad alta pressione, appare capace di bloccare un proiettile a mezz'aria.
Quando diventò Charaxes acquisì abilità di volo ed una forza disumana pari a quella di Killer Croc o Bane. Era, inoltre, in grado di secernere la sostanza appiciciosa che usava nella sua pistola naturalmente creando bozzoli attorno alle sue prede.

## Caratterizzazione
Killer Moth inizialmente non considerava Batman come la sua nemesi, ma più un modello da seguire ed una sorta di rivale divenendo effettivamente il primo anti-Batman applicando i suoi metodi per il mondo del crimine e ispirando tutto il suo equipaggiamento a quello di Batman in maniera molto scenica, ma poco efficace.
Uno degli elementi principali del carattere di Walker, oltre la sua estrema e spesso corrosiva teatralità, è che sembra voler imporsi sugli altri tentando in tutti i modi di cercare di distruggere il suo apparente complesso d'inferiorità. Moth si sente infatti potenzialmente un criminale del rango di Joker o Due Facce, ma non ha i mezzi per raggiungere le loro cime avendo spesso crisi di rabbia. Nonostante ciò non è uno psicotico come molti altri villains del Cavaliere Oscuro, infatti inizialmente venne relegato a Blackgate, solo successivamente ad Arkham anche se poi spostato nuovamente al carcere visto che s'ipotizzò potesse aver finto la sua insanità mentale. Successivamente iniziò però ad avere allucinazioni riguardo ad altri criminali che lo ridicolizzavano finendo in un vero e proprio stato di follia.
Drury difficilmente uccide persone tanto per, nonostante ciò spesso uccide sia i suoi aiutanti (tra cui l'architetto della Mothcaverna) per non lasciare testimoni sia chiunque lo prenda in gira o lo sottovaluti riconfermando il suo complesso. Comunque Moth subisce un'evoluzione: se in Batgirl: Anno Uno vomita vedendo un omicidio di Firefly ritenendolo non necessario, in storie successive tenderà ad essere sempre più brutale e spietato magari percependo questo modo di agire più consono al suo obiettivo di farsi notare. In versioni più recenti, il personaggio soffre di veri e propri attacchi d'ira.
Moth è anche estremamente intelligente visto anche da Batman come un degno rivale (almeno inizialmente) e fu uno dei pochi a scoprire la vera identità dell'eroe da solo. Successivamente venne classificato come un criminale di basso rango e lo stesso Bruce preferisce lasciare alla GCPD le sue malefatte pensando che non ci siano troppi problemi nel catturarlo.
Nelle apparizioni più recenti, invece, Drury appare come impacciato e ansioso, nonostante, una volta indossata la maschera, diventi assolutamente sicuro di sé, al punto da fronteggiare i rappresentanti di tutti i più importanti ed influenti gruppi criminali di Gotham senza timore alcuno ed, anzi, con tono anche abbastanza spocchioso e di arrivare ad esser pronto ad uccidere (o almeno a tentarci) anche il suo vecchio amico Firefly per un debito mai saldato. Caratteristica più inedita è quella che vede una sorta di ammirazione nei confronti dei criminali di "alto rango" come Killer Croc, nonostante, in quest'ultimo caso, potrebbe esser stato puro timore a causa dell'immensa forza fisica del criminale di cui Moth intendeva reclamare il territorio.
Nei Nuovi 52 venne inoltre suggerito che Drury avesse adottato abitudini tipiche di una falena, come mangiare vestiti, ma questi tratti hanno avuto brevissima durata nella continuity e rapidamente retconnati.
Quando assunse la forma ed il nome di Charaxes, ogni traccia d'umanità sparì, lasciando solo un mostro violento e mosso da istinti e desiderio di sangue e vendetta nei confronti di chi lo aveva sconfitto in passato: la Batfamiglia.

## Altri media

### Animazione

#### Serie
- In un'intervista a Bruce Timm riguardo alla serie animata Batman - Cavaliere della notte venne chiesto se Moth sarebbe mai apparso. Timm rispose dimostrando leggero interesse e scherzando sull'aver assunto l'attore canadese Dan Aykroyd per il ruolo, il quale si sarebbe messo ad urlare in giro "Sono un insetto!". Nonostante ciò, il produttore Alan Burnett, affermò che non avevano ancora trovato una buona storia per il personaggio che, infine, non comparì. Fece, però, una brevissima apparizione di un paio di vignette nel fumetto tie-in della serie Batman Adventures vol. 1 n. 12 del 2004 dove, senza troppi sforzi, Nightwing lo mette fuori gioco e lo immobilizza legandolo.
- Teen Titans, compare per la prima volta nell'episodio Lo sciame killer della seconda stagione. Nel doppiaggio italiano il suo nome viene adattato in La Falena. In questa versione appare come una sorta di unione tra il suo aspetto umano e quello di Charaxes avendo sì un aspetto mostruoso, ma mantenendo il suo elevato intelletto e capacità comunicative. Nella serie ha inoltre una figlia di nome Kitty con cui ha un rapporto particolare: sembra infatti che la ragazza quasi lo comandi e lui fa di tutto per accontentarla arrivando anche a cercare di costringere Robin ad andare al ballo di fine anno con lei durante la sua prima apparizione. Moth appare negli episodi Date with Destiny, Can I Keep Him?, Homecoming Part 2, Calling All Titans e Titans Together, venendo menzionato in Birthmark essendo nel complesso uno dei nemici più ricorrenti della formazione. Nei fumetti collegati alla serie, sua figlia Kitten continua ad assumere diversi alterego da supercriminale spacciandosi per la figlia di Red X, Brother Blood, Puppet King e Control Freak, solo per essere puntualmente confrontata dal padre, avverso alle sue azioni criminali.
- Teen Titans Go!, serie sequel di Teen Titans, rivede Falena Assassina come un avversario ricorrente per la formazione di giovani eroi capitanata da Robin. Il personaggio di Silkie (l'animale da compagnia di Starfire nella serie) è una sua creazione in laboratorio e nell'episodio della seconda serie Silkie mi amor cercherà di riprenderlo. Nella puntata della terza stagione Croissant viene rivelato che è diventato un criminale, in primo luogo, poiché veniva sempre deriso per il suo aspetto. In questa serie appare negli episodi Missing, Croissant, I'm the Sauce, Black Friday, The Titans Show, The Streak e Easter Creeps.
- The Batman, episodi La squadra di Pinguino e Rumors. Nella serie animata il personaggio appare sia nella versione umana che in quella di Charaxes, nella prima viene visto come un gracile e scarso criminale di basso rango, nella seconda come un vero e proprio mostro. Il design è ancora meno umanoide di quello dei fumetti con tanto di zampe al posto di ali e proporzioni non umane. Appare anche in un numero della serie di fumetti del cartone, The Batman Strikes!, ancora come il mostruoso Charaxes.
- Batman: The Brave and the Bold negli episodi Legends of the Dark Mite!, Mayhem of the Music Meister!, Sidekicks Assemble!, A Bat Divided!, Gorillas in Our Midst!, The Last Patrol!, Night of the Batmen e Mitefall!. Anche in questa versione affronta Batgirl che riesce a salvare Batman dal criminale visto in maniera simile a quella della Golden e della Silver Age. Ha a sua disposizione, oltre a numerosi gadget ispirati a quelli della sua nemesi ed originali (con il prefisso di Moth-) degli scagnozzi conosciuti come Moth Men.
- In DC Super Hero Girls, Moth compare nel primo e nel quattordicesimo episodio della terza stagione. In Batnapped, Drury cattura Batgirl nella speranza che ella diventi sua partner mentre in Stealth 101, Part 2 rapisce Crazy Quilt per farsi creare un nuovo costume che possa incutere timore finendo, però, solo per riaffrontare Batgirl, questa volta in team con Poison Ivy. Nella quarta stagione ricompare nel doppio episodio Pets Peeved (episodi 9 e 10) a capo di un gruppo di supercriminali chiamato Animalitia e composto da lui, Lion-Mane, Killer Croc e King Shark. Il supercriminale riesce a catturare la squadra di eroine in una gabbia infrangibile, ma gli animali delle ragazze, in particolare la scimmia di Harley, riusciranno a salvare le loro padroncine battendo i tre tirapiedi di Drury successivamente immobilizzato dal lazo di Wonder Woman. In questa versione appare ossessionato (o innamorato) da Batgirl (che, ironicamente, nei fumetti ebbe una cotta per lui inizialmente) arrivando al punto di offrirle un posto nella sua Animalitia e, nonostante sia dotato di gadget tecnologici superiori a quelli dei suoi nemici, il suo carattere quasi infantile ed ingenuo finisce sempre per portarlo al fallimento. Inoltre, a differenza dei fumetti dove viene sottolineato abbia una voce profonda, qui ha una voce molto giovanile e soffre di sigmatismo. Nel fumetto ispirato alla serie appare nuovamente fermato dal gruppo di eroine ed arrestato assieme a Solomon Grundy.

#### Cortometraggi
- Appare nel cortometraggio Scambio di ruolo di LEGO DC Super Hero Girls sul sito della LEGO, affrontando Supergirl e Batgirl in combutta con Lena.

#### Film
- In Batman: Bad Blood è uno dei criminali assoldati dall'Eretico. Nel film, Drury, viene spesso visto collaborare con Firefly similmente ai fumetti. Così come la maggior parte dei criminali assoldati dall'Eretico trova, almeno apparentemente, la morte nella pellicola.
- Nel film animato Batman: Assault on Arkham appare il suo costume nella sala delle prove del manicomio di Arkham.
- È uno dei numerosi antagonisti della pellicola animata Scooby-Doo! & Batman: Il caso irrisolto.

### Cinema
- È uno dei numerosi villains apparsi nel film LEGO Batman - Il film. Il suo aspetto rispecchia quello più classico del personaggio anche se, a differenza di altre versioni, ha la bocca scoperta similmente a Batman. È uno dei pochi antagonisti ad avere più di una battuta nel film. Viene presentato prima dal Joker al pilota dell'aereo tra le schiere dei nemici di serie B dai nomi strani, successivamente si schianta contro il parabrezza del Batwing come se fosse una vera falena. Viene visto nuovamente durante l'arresto di Joker in mezzo ai vari supercriminali da lui assoldati e poi, quando vengono rinchiusi ad Arkham, è speranzoso del fatto di essere liberato urlandolo agli altri. Successivamente viene visto salvare Alfred Pennyworth ed infine allearsi di nuovo con Joker prima di prendere parte al piano di quest'ultimo e di Batman per salvare Gotham oramai divisa in due.
- Killer Moth avrebbe avuto un ruolo nel film cancellato Batgirl del 2022, diretto da Adil El Arbi e Bilall Fallah. L'antagonista principale della pellicola, però, sarebbe stato il suo socio Firefly (Brendan Fraser).[57]

### Merchandising
- Nel 2005, per il set di carte da gioco collezionabili DC VS System: Justice League vengono rilasciate tre cards raffiguranti il personaggio: la 65 Charaxes, Moth Monster, la 115 Charaxes, Killer Moth e la 128 Charaxes, Drury Walker, tutte e tre comuni.
- Nel 2006 venne rilasciata un'action figure di Killer Moth/Charaxes ispirata a The Batman dalla Mattel.
- Corgi rilasciò una Mothmobile nella propria linea dedicata a Batman del 2006.
- Nel 2007 venne rilasciata un'edizione speciale della Mothmobile della Corgi accompagnata da una miniatura del criminale stesso.
- Apparve nella sesta wave della serie di action figures DC Universe Classic della Mattel del 2009.
- La Mothmobile è uno dei pezzi della serie Batman Automobilia della Eaglemoss lanciata nel 2015. Nello sfondo 3D legato al veicolo è presente anche lo stesso Moth che viene, erroneamente, chiamato "Mothman".
- Nel set della HeroClix del 2016 The Joker's Wild è presente anche una minigure di Killer Moth corrispondente al numero 35 del set. Venne successivamente rivelata una variante più rara in bianco e nero della miniatura battezzata Sketch Variant.
- Killer Moth appare nel set di LEGO Batman 26054 Scarecrow Harvest of Fear del 2016.
- Nel set 76069 Batman vs. Killer Moth del 2017, il primo della linea Mighty Micros della DC, appare con un piccolo veicolo.
- Nel 2018 Moth fa la sua terza apparizione come minifigure LEGO nella seconda serie di personaggini collezionabili in bustina dedicati al film LEGO Batman - Il film (set 71020).
- Una miniatura di Killer Moth ispirata al suo design nei fumetti dei Nuovi 52 e scolpita da Edgar Ramos è presente nel gioco da tavola "Batman: Gotham City Chronicles" della Monolith Board Games LLC del 2018. Il villain è uno dei numerosi personaggi che è possibile comandare nel gioco e, come gli altri, ha una carta in allegato con le sue statistiche ed i suoi attacchi che includono numerose armi chimiche.
- Per il San Diego Comic-Con 2018 è stato distribuito uno speciale Funko Pop in edizione limitata dedicato a Falena Assassina, ispirato alla sua apparizione nella serie animata Teen Titans Go!. Si tratta nel numero 247 della linea Animation. Una riedizione del Funko Pop, senza il bollo adesivo distintivo della fiera sostituito con un più generico "2018 Summer Convention Exclusive", è stato distribuito in Nord America dalla catena di supermercati Walmart.
- Una miniatura di Killer Moth con la sua pistola-bozzolo allegata è presente nella settima serie di miniature in bustina della linea DC Super Friends della Imaginext del 2020.
- Ad aprile 2020 è annunciata una figure di Killer Moth per la nuova linea della Spin Master "Caped Crusader", con un'altezza approssimativa di 9.5 cm e tre accessori in allegato. Il design riproposto è simile al Moth apparso in Batman vol. 1 n. 652, più che all'incarnazione tradizionale di Drury Walker. Nelle prime immagini e, presumibilmente, prototipi, il personaggio presentava un design ancora diverso e decisamente più distante da quello cartaceo.[58] Non è noto se la variante presentata nel catalogo sarà, in futuro, riarrangiata, distribuita o riciclata per un secondo rilascio.
- A marzo 2020 la Knight Models rilascia una minifigure con base di Killer Moth, nel suo costume classico, con in allegato una scheda personaggio ed una carta per il gioco per il suo board game "Batman: Miniature Game".
- Nel 2020, Spin Master, rilascia una serie di oltre 20 minifigures rappresentanti vari personaggi di Batman. Tra esse, inclusa anche tra le 12 "pubblicitarie" esposte sulla confenzione, fa capolino una miniatura di Killer Moth con il suo design classico.

### Televisione
- Neil Hamilton ha interpretato il personaggio nel pilot mai mandato in onda su Batgirl, spin-off della serie televisiva di Batman del '66.

### Videogiochi
Killer Moth appare nei seguenti videogiochi:
- Batman della Sunsoft per Super Nintendo Entertainment System (1989): pur non apparendo nel film da cui il gioco è ispirato, appare come uno dei boss.
- Batman: Il ritorno del Joker per Nintendo Entertainment System (1992): appare come boss in uno dei livelli.
- LEGO Batman: Il videogioco (2008): nel gioco è uno dei criminali che assistono Joker nel suo piano nonostante non rivesta un ruolo di spicco. Nella versione per Nintendo DS del gioco ha anche un costume alternativo ispirato al suo aspetto nella serie animata dei Teen Titans.
- Batman: Arkham Asylum (2009): risvolvendo un enigma dell'Enigmista è possibile sbloccare la sua biografia. Compare inoltre una sua vittima intrappolata in un bozzolo della sua pistola.
- LEGO Batman 2: DC Super Heroes (2012): pur non apparendo nella trama è possibile affrontarlo nella modalità open world e, successivamente, di sbloccarlo come personaggio giocabile.
- Scribblenauts Unmasked: A DC Comics Adventure (2013): Falena Assassina è uno dei numerosi personaggi DC presenti nel gioco.
- LEGO Batman 3: Gotham e oltre (2014): ricompare nel terzo gioco della saga di LEGO Batman come personaggio giocabile.
- Batman: Arkham Knight (2015): pur non apparendo direttamente, il personaggio viene citato nel DLC di Red Hood dove viene rivelato che ha trovato morte proprio per mano di Jason Todd.
- Teeny Titans per Android e iOS (2016): è uno dei personaggi giocabili aggiunto in un aggiornamento del gioco assieme ad altri due villains principali della serie animata Teen Titans Go!, da cui è ispirato il gioco, ossia Trigon e Rose Wilson.
- LEGO DC Mighty Micros per Android e iOS (2017): compare come uno dei personaggi giocabili di base.

### Altro
- Falena Assassina compare nel libro illustrato per bambini DC Super Hero Girls - Step into Reading: Butterfly Battle!.
- È l'antagonista principale del motion comic animato di Batgirl: Anno Uno.
- Appare nel documentario Necessary Evil: Villains of DC Comics.
- Il personaggio del cartone animato SpongeBob l'Uomo Farfalla (chiamato anche La Falena, in originale The Moth), nemesi di Waterman, è una chiara parodia di Killer Moth.[59] Il criminale appare per la prima volta in Luci nella notte (Night Light) e, successivamente, in Le origini dei supereroi e L'episodio perduto ed in un cameo in Squiddi detective. Curiosamente, in originale, è doppiato da Mark Hamill, noto per essere lo storico doppiatore del Joker.
- Nella serie animata The Venture Bros. appaiono due parodie del personaggio: la prima sotto forma di Killer Drone[60], personaggio che appare solo indirettamente nella serie, e tramite i costumi nelle prime stagioni dell'antagonista principale The Monarch[61], così come quelli dei suoi scagnozzi, come, ad esempio, Henchman 21.
- In Squadron Supreme (vol. 1[1]) n. 10 della Marvel Comics, Tom Thumb dello Squadrone Supremo viene visto affrontare Iron Moth, omaggio al Killer Moth di Batman.[62]
- Esistono diverse minifigures bootleg, della più varia origine, che imitano le fattezze della sua miniatura LEGO, come per la marca Lepin, sia in scatole nella quale è contenuto da solo che in bundle con altri e diversi personaggi.
- La canzone del 2006 del duo di rapper Blue Sky Black Death dall'album The Holocaust, Killer Moth, prende il titolo dall'omonimo personaggio DC.